# Richard Stone
Sir John Richard Nicholas Stone (n. 30 august 1913, Londra, Regatul Unit al Marii Britanii și Irlandei – d. 6 decembrie 1991, Cambridge, Anglia, Regatul Unit) a fost un economist britanic, laureat al Premiului Nobel pentru economie (1984).